# Томас Шектър
Томас Шектър (на английски: Tomas Michael Scheckter) е тест пилот от Формула 1, пилот в Индикар Лига, преди това състезател по картинг.
Роден е на 21 септември 1980 година в Кейптаун, ЮАР. Син е на Джоди Шектър – световния шампион от „Формула 1“ за 1979 година.
1995 г. – печели Южноафриканския картинг шампионат.
1997 г. – пилотира в Южноафриканската Формула Форд, печели 2 победи.
1998 г. – финишира на 3-то място в Британската Формула „Vauxhall Junior“ с победа и първа стартова позиция. Избран за новобранец на годината.
1999 г. – печели Европейския шампионат на „Формула Опел“ с рекордните 8 победи и 8 първи позиции на старта. Стартира в последните 2 състезания на „Формула Нисан“ с победа.
2000 г. – пилотира в Британската „Формула 3“ с 2 победи и 2 първи позиции на старта. Финишира 3-ти в престижното състезание „Марлборо Мастерс Ф3“ на пистата „Зендвоорт“, Нидерландия.
2001 г. – състезава се във „Формула Нисан“, печели 4 победи и 8 първи позиции на старта. Тест пилот е във „Формула 1“, на „Ягуар Ф1“ от януари до май.
2002 г. – състезава се в Индикар лигата, постига първа победа в „Мичиган 200“.
2003 г. – завършва на 7-о място в Индикар Лигата.